# Radulphius
Radulphius es un género de arañas araneomorfas de la familia Miturgidae. Se encuentra en Sudamérica.

## Lista de especies
Según The World Spider Catalog 12.0:
- Radulphius barueri Bonaldo & Buckup, 1995
- Radulphius bicolor Keyserling, 1891
- Radulphius bidentatus Bonaldo & Buckup, 1995
- Radulphius boraceia Bonaldo & Buckup, 1995
- Radulphius caldas Bonaldo & Buckup, 1995
- Radulphius camacan Bonaldo, 1994
- Radulphius cambara Bonaldo & Buckup, 1995
- Radulphius caparao Bonaldo & Buckup, 1995
- Radulphius lane Bonaldo & Buckup, 1995
- Radulphius laticeps Keyserling, 1891
- Radulphius latus Bonaldo & Buckup, 1995
- Radulphius monticola (Roewer, 1951)
- Radulphius petropolis Bonaldo & Buckup, 1995
- Radulphius pintodarochai Bonaldo & Buckup, 1995
- Radulphius singularis Bonaldo & Buckup, 1995
- Radulphius strandi Caporiacco, 1947